# Chengqu (Yangquan)
Chengqu (城区,  Chéngqū – „Innenstadt-Bezirk“) ist ein chinesischer Stadtbezirk im Verwaltungsgebiet der bezirksfreien Stadt Yangquan in der Provinz Shanxi. Er hat eine Fläche von 56,39 km² und zählt 225.443 Einwohner (Stand: Zensus 2020). Der Stadtbezirk ist Zentrum und Sitz der Stadtregierung.

## Administrative Gliederung
Auf Gemeindeebene setzt sich der Stadtbezirk aus sechs Straßenvierteln zusammen. 